# Křivoklátské okruhy

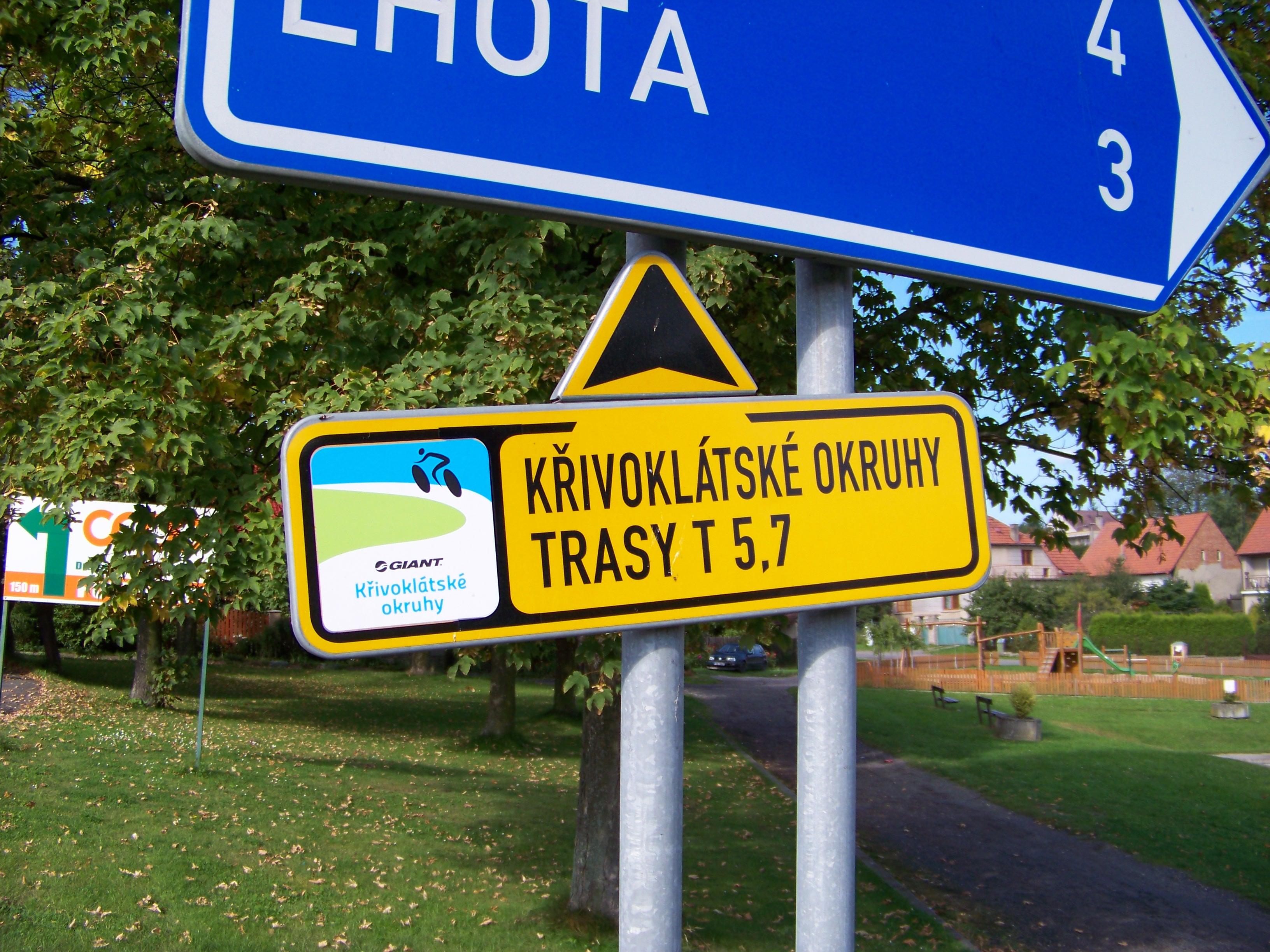
Směrovka Křivoklátských okruhů v Bratronicích

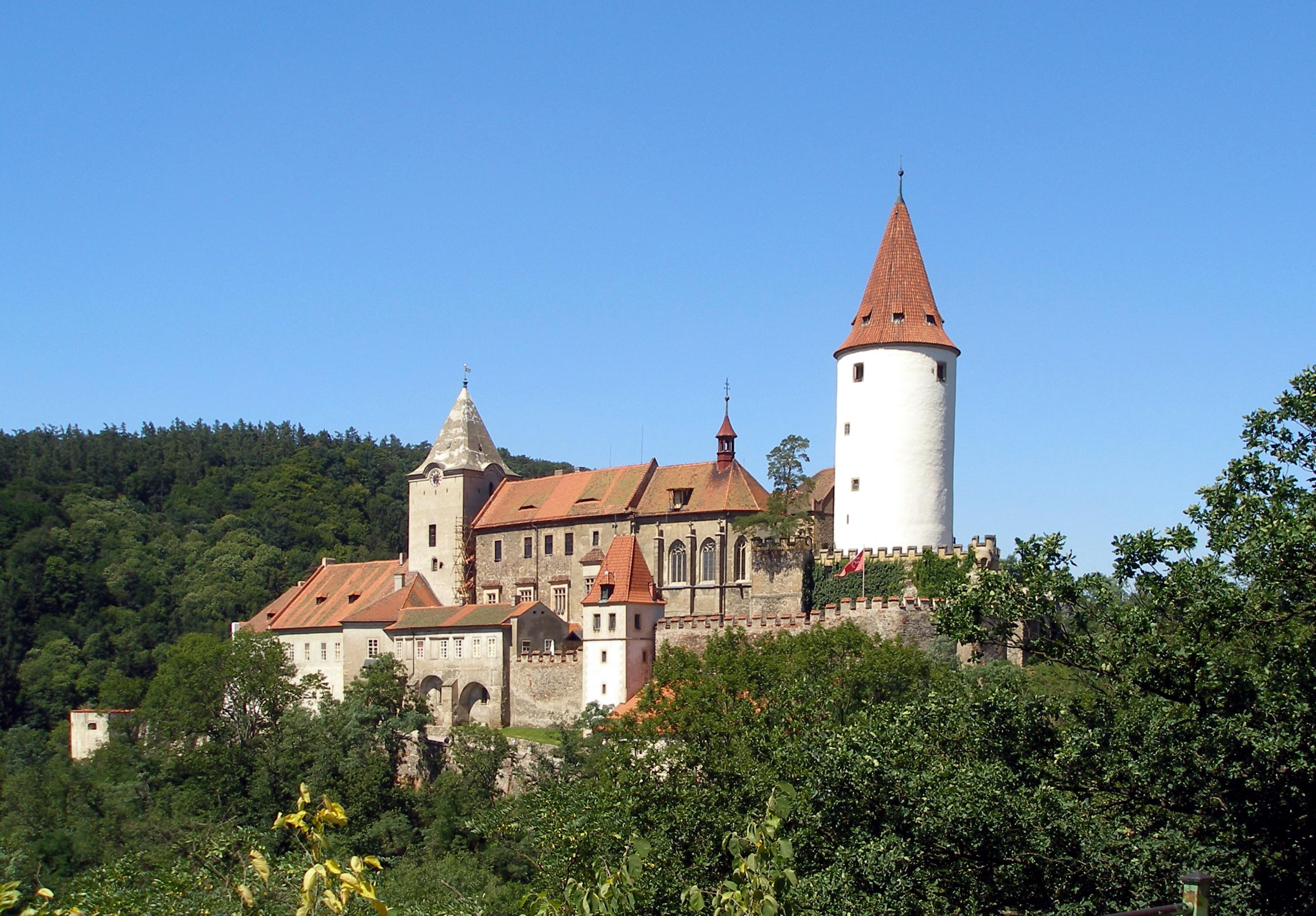
Nejdelší okruhy vedou až do okolí hradu Křivoklát

Křivoklátské okruhy (zkratka KO) je systém silničních cyklistických tras vedoucích krajinou západně od Prahy, v oblasti Křivoklátska, Kladenska a Rakovnicka. Sestává z celkem osmi okružních tras, které mají společné hlavní nástupní místo na parkovišti u základní školy v Hostivici v okrese Praha-západ. Pro vedení tras je užito silniček s minimálním provozem, ale kvalitním silničním povrchem. Slavnostní otevření celé soustavy okruhů bylo oznámeno 3. července 2012, v následujících týdnech propagační zprávu převzala i další média.

## Historie projektu
Garantem okruhů je Klub pražských cyklistů, založený roku 2005. Vzorem mu byly regiony Itálie, Francie či Španělska s propracovaným systémem silničních rekreačních okruhů pro cyklisty. Hlavním partnerem projektu byla společnost Progress Cycle, dovozce jízdních kol Giant, jejímž ředitelem je člen výboru Klubu pražských cyklistů Josef Přib, hlavní iniciátor a autor projektu. Systém vznikl s podporou Středočeského kraje, měst a obcí na trasách i například některých provozovatelů hospod. Slavnostního otevření na začátku července 2012 se účastnili též zástupci města Hostivice. Zástupce klubu Josef Přib přitom vyjádřil záměr vybudovat podobné systémy i v dalších oblastech Středočeského kraje.
Projekt vycházel z toho, že Josef Přib bral své kamarády na vyjížďky, pokoušel se nacházet nové trasy metodou pokus–omyl a po třech letech tak vyselektoval trasy spojené do okruhů. Kamarádi prý v pochvalných komentářích říkali, že by bylo fajn nějak cesty označit a umožnit to jezdit i lidem bez průvodce znalého všech odboček a propojení. Josef Přib projekt rozpracoval a projednal na městském úřadě v Hostivici, tam mu byli nakloněni a předali ho na Středočeský kraj, který ho schválil a věnoval mu finanční podporu.

## Značení
Pro vyznačení okruhů bylo použito celkem 200 dopravních značek. Kromě směrových tabulek pro cyklisty jsou použity též výchovné výstražné dopravní značky s dodatkovou tabulkou doporučující boční odstup od předjížděných cyklistů 1,5 metru. Na velkých směrovkách je uveden přímo název Křivoklátské okruhy, na malých směrových tabulkách jsou uvedena čísla tras s písmenem T, tedy T 1 až T 8, na všech směrovkách je též logo projektu, které obsahuje jeho název i reklamní logo výrobce jízdních kol Giant. 

## Přehled okruhů
Křivoklátských okruhů je 8:
Celková délka okruhů dosahuje téměř 450 kilometrů. Oblast okruhů je vymezena mezinárodními silnicemi E48 (silnice I/6) a E50 (dálnice D5). Trasy jsou vedeny po kvalitním silničním povrchu, čímž mají být alternativou k běžné síti cyklistických tras, které často vedou i po nezpevněných polních a lesních cestách. Všechny okruhy vycházejí z Hostivice přes okraj Sobína a Břve ke klášteru Hájek, a s výjimkou tras 1 a 2, které se u kláštera oddělují, pak dále na Červený Újezd, Svárov a Unhošť, na zpáteční cestě se všechny trasy vracejí do centra Hostivice od Břví přes Litovice. 
| Číslo trasy | Název okruhu | Délka | Převýšení | Přibližná doba jízdy | Trasa |
| ----------- | ------------ | ----- | --------- | -------------------- | --- |
| T 1         | Mini         | 18 km | 105 m     | 1 hodina             | Hostivice – Klášter Hájek – Úhonice (okraj) – Chýně – Hostivice |
| T 2         | Unhošťský    | 32 km | 210 m     | 1,5–2 hodiny         | Hostivice – Klášter Hájek – Jeneč – Pavlov – Unhošť (okraj) – Svárov – Ptice – Úhonice (okraj) – Chýně – Hostivice                                                  |
| T 3         | Chýňavský    | 46 km | 475 m     | 2–3 hodiny           | Hostivice – Unhošť – Malé Kyšice – Chyňava (okraj) – Libečov – Železná – Nenačovice – Úhonice – Chýně – Hostivice                                                   |
| T 4         | Bratronický  | 55 km | 555 m     | 2,5–4 hodiny         | Hostivice – Unhošť – Horní Bezděkov (okraj) – Družec – Žilina – Lhota – Bratronice – Chyňava – Podkozí – Svárov – Hostivice                                         |
| T 5         | Bělečský     | 63 km | 745 m     | 2,5–4,5 hodiny       | Hostivice – Unhošť – Horní Bezděkov (okraj) – Družec – Dolní Bezděkov – Bratronice – Běleč – Chyňava – Libečov – Železná – Nenačovice – Úhonice – Chýně – Hostivice |
| T 6         | Nižborský    | 68 km | 745 m     | 3–5 hodin            | Hostivice – Unhošť – Horní Bezděkov (okraj) – Družec – Žilina – Ploskov – Nižbor (okraj) – Chyňava – Podkozí – Svárov – Hostivice                                   |
| T 7         | Zbečenský    | 76 km | 997 m     | 3,5–6 hodin          | Hostivice – Unhošť – Horní Bezděkov – Bratronice – Běleč – Zbečno – Leontýn – Nižbor – Chyňava – Podkozí – Svárov – Hostivice                                       |
| T 8         | Křivoklátský | 90 km | 1245 m    | 4–7 hodin            | Hostivice – Unhošť – Horní Bezděkov (okraj) – Družec – Žilina – Ploskov – Zbečno – Křivoklát – Roztoky – Leontýn – Nižbor – Chyňava – Podkozí – Svárov – Hostivice  |

## Přehled stoupání
Na okruzích je vybráno šest stoupání, jejichž začátek a konec je na komunikaci v terénu vyznačen. Čas, za který cyklisté dané stoupání vyjedou, si mohou na oficiálních webových stránkách Křivoklátských okruhů vzájemně porovnávat v tamním Fit testu.
| Číslo tras   | Název stoupání     | Délka  | Převýšení | Průměrné převýšení |
| ------------ | ------------------ | ------ | --------- | ------------------ |
| T 3, 5       | Nenačovice         | 3 km   | 106 m     | 3,5 %              |
| T 7, 8       | Nižbor, varianta A | 6,3 km | 238 m     | 3,8 %              |
| T 6          | Nižbor, varianta B | 6,2 km | 210 m     | 3,4 %              |
| T 4, 6, 7, 8 | Podkozí            | 2,2 km | 97 m      | 4,4 %              |
| T 8          | Roztoky            | 3,6 km | 254 m     | 7,0 %              |
| T 7          | Zbečno             | 5,5 km | 243 m     | 4,4 %              |